# Kanton Lambersart
Kanton Lambersart (Frans: Canton de Lambersart) is een kanton van het Franse Noorderdepartement. Het kanton maakt deel uit van het arrondissement Rijsel en bestaat uit 8 gemeenten. In 2015 is dit kanton nieuw gevormd uit de voormalige kantons Tourcoing-Noord (2 gemeenten), Quesnoy-sur-Deûle (5 gemeenten) en Rijsel-West (1 gemeente).

## Gemeenten
Het kanton Lambersart omvat de volgende gemeenten:
- Bousbecque
- Komen (Frans: Comines)
- Lambersart (hoofdplaats)
- Linselles
- Lompret
- Quesnoy-sur-Deûle
- Verlinghem
- Wervicq-Sud